# B.J. Coleman
Bryon Elwyn Coleman Jr., detto B.J. (Chattanooga, 29 maggio 1985), è un giocatore di football americano statunitense che gioca nel ruolo di quarterback nella National Football League e attualmente è free agent. Fu scelto nel corso del settimo giro (243º assoluto) del Draft NFL 2012 dai Packers. Al college ha giocato a football a Chattanooga.

## Carriera professionistica

### Green Bay Packers
Coleman fu scelto nel corso del settimo giro dai Packers nel Draft 2012. La sua prima stagione la passò nella squadra di allenamento di Green Bay senza scendere mai in campo. Il 2 settembre 2013, dopo che i Packers firmarono Seneca Wallace, fu svincolato.

## Vittorie e premi
Nessuno